# Fuente de la plaza de las Descalzas

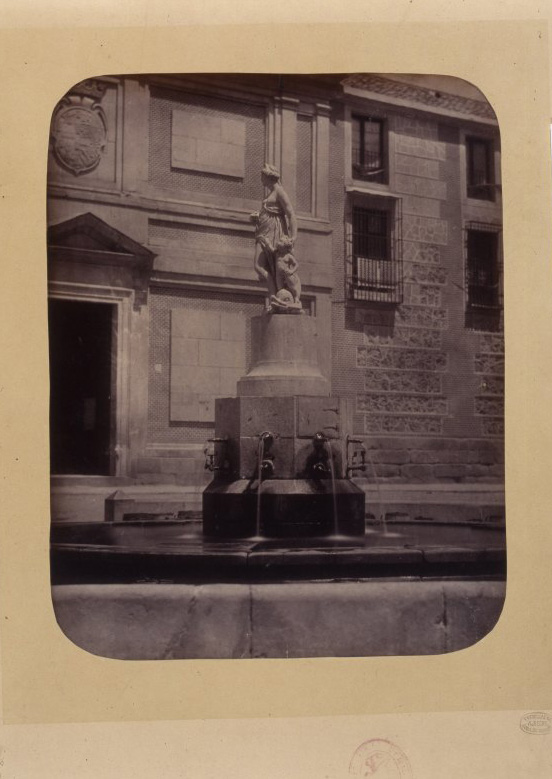
La fuente de la plaza de las Descalzas y La Mariblanca en una fotografía de Alfonso Begué hecha en 1864.

La fuente de la plaza de las Descalzas, o de la Mariblanca fue una fuente pública y ornamental de la ciudad de Madrid situada en la citada plazuela entre 1842 y 1892. Tenía ocho caños con una dotación de 14 RA abastecidos por el viaje de la Castellana y una asignación de 30 aguadores.

## Historia
En 1861, Mesonero Romanos en su libro El antiguo Madrid. Paseos histórico-anecdóticos por las calles y casas de esta villa describe así el aterrizaje de La Mariblanca en la plaza de las Descalzas: 

...y con la graciosa fuente colocada en el centro de la plazuela y á donde vino á refugiarse la estatua de la mitológica deidad que, con el prosaico nombre de la Mariblanca, reinaba sobre los aguadores de la Puerta del Sol y fue lanzada de aquél sitio, quedó completamente civilizada y secularizada aquella levítica plazuela.

En 1838 tras ser desmantelada la fuente del Buen Suceso, que había estado en la Puerta del Sol desde la primera mitad del siglo xvii, se le buscó nueva ubicación a La Mariblanca, y finalmente la escultura coronó la nueva fuente instalada en la plaza de las Descalzas, donde permanecería más de medio siglo.